# Idioma gao
Gao (también llamado Nggao) es una lengua oceánica en peligro de extinción que se habla en las Islas Salomón. Sus hablantes viven en la Isla de Santa Isabel.